# 亨貝格山
48°19′44″N 14°38′31″E / 48.329°N 14.642°E
亨貝格山（德語：Hennberg），是奧地利的山峰，位於該國北部，由上奧地利州負責管轄，處於米爾克雷斯地區阿勒萊利根，海拔高度478米，山體由花崗岩組成。